# Янктон (индейская резервация)
Янктон (англ. Yankton Indian Reservation) — индейская резервация, расположенная на юге штата Южная Дакота, США.
Резервация была создана в 1858 году для племени янктон-сиу.

## История
В период с 1830 по 1837 год янктоны уступили американским властям около 9 000 км² на территории современного штата Айова. В 1858 году племя уступило ещё 44 500 км² земли и переехало в резервацию на реке Миссури, которая была основана по договору между правительством США и янктонами. При создании резервация имела площадь в 1 760 км², но вторжение белых поселенцев, начавшееся в 1887 году после принятия конгрессом Акта Дауэса, вывело большую часть земли из-под племенного контроля.
После 1887 года резервация была разделена на отдельные участки. Каждому члену племени было выделено 80 или 160 акров земли — в зависимости от использования. Оставшуюся землю американское правительство купило в 1894 году и открыло резервацию для белых поселенцев. В результате этого, 90% территории резервации стали принадлежать белым. Ныне, из примерно 1772 км² резервации, только 145 км² находятся в частной или трастовой собственности янктонов, что составляет лишь около 8%.

## География
Резервация расположена на реке Миссури и охватывает юго-восточную часть округа Чарльз-Микс, занимая 60% его территории. Общая площадь Янктона составляет 1 772,933 км² из них 1 723,553 км² приходится на сушу и 49,38 км² — на воду. После резервации осейджей это вторая по величине индейская резервация, полностью расположенная в пределах одного округа.
Самым большим населённым пунктом в резервации является город Уагнер, в котором находится штаб-квартира племени янктон-сиу.

## Демография
| Год переписи                    | Нас. |  | %±    |
| ------------------------------- | ---- |  | ----- |
| 2000                            | 6500 |  | —     |
| 2010                            | 6465 |  | −0,5% |
| 2020                            | 6588 |  | 1,9%  |
| 2000–2020 U.S. Decennial Census |      |  |       |

По данным федеральной переписи населения 2000 года, население резервации составляло 6 500 человек, в 2010 — 6 465 человек.
Согласно федеральной переписи населения 2020 года в резервации проживало 6 588 человек, насчитывалось 2 125 домашних хозяйств и 2 411 жилых домов. Средний доход на одно домашнее хозяйство в индейской резервации составлял 48 177 долларов США. Около 22,2 % всего населения находились за чертой бедности, в том числе 28,2 % тех, кому ещё не исполнилось 18 лет, и 11 % старше 65 лет.
Расовый состав распределился следующим образом: белые — 3 106 чел., афроамериканцы — 13 чел., коренные американцы (индейцы США) — 3 069 чел., азиаты — 23 чел., океанийцы — 18 чел., представители других рас — 31 чел., представители двух или более рас — 328 человек; испаноязычные или латиноамериканцы любой расы составили 191 человек. Плотность населения составляла 3,72 чел./км².